# CHa-109
CHa-109 — мисливець за підводними човнами Імперського флоту Японії, який взяв участь у Другій світовій війні.
Корабель відносився до нідерландських тральщиків типу Ardjoeno та був споруджений в 1940 році на верфі Droogdok Maatschappij в Сурабаї (східна частина острова Ява) як «Kawi» (також мав позначення HMV 7). 3 березня 1942-го тральщик затопили у Сурабаї, оскільки 1 березня на заході та сході Яви висадились японські десанти.
Японці організували підйом та ремонт корабля, що завершився 15 березня 1943-го, і ввели його до складу флоту як допоміжний мисливець за підводними човнами CHa-109. Корабель включили 22-ї спеціальної військово-морської бази, що мала штаб у Балікпапані (центр нафтовидобувної промисловості на сході Борнео) та належала до Другого Південного Експедиційного флоту (відповідав за контроль над окупованими територіями Індонезії).
19 серпня 1943-го в морі Банда дещо менш ніж за три сотні кілометрів на північний захід від Амбону CHa-109 був потоплений американським підводним човном USS Finback.